# ميرميران (رتبة عثمانية)

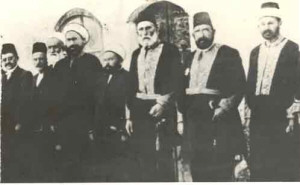
أمير الأمراء نورس باشا الهاشمي الحسيني الحراكي، الثاني من على يمين الصورة مع السيد محمد الحراكي الأول على يمين الصورة، مع كل من شيخ مشايخ الدولة العثمانية وصدرها الأعظم

الميرميران هي واحدة من أرفع الرُتب في الدولة العثمانية، وهي درجة من درجات الباشوات تقع تحت رتبة الوزير وبيك البيكات (بكلر بكي)، والكلمة فارسية الأصل، ومختصرة من «أمير أميران»، أي «أمير الأمراء» بالعربية.
كان يحصل على هذه الرتبة عدد قليل جدًا من عاملي الدولة العلية، وعادة ما يترقى حاملو هذه الرتبة منها إلى رتبة الوزارة. وقد عرب أحمد تيمور باشا هذا اللقب إلى «أَمِـــيـــرُ الأُمَـــــرَاءِ».
ومنهم في بلاد الشام؛ نورس باشا بن الطاهر أفندي الهاشمي الحسيني الحراكي أمير الأمراء في عهد الدولة العثمانية، وقد ورد ذكره في العديد من الكتب إذ قيل به:-

لوحة فنية تم ترميمها وتلوينها للسيد الشريف نقيب السادة الأشراف وأمير الأمراء ركن الدولة نورس باشا الحراكي الحسيني الهاشمي، وهي لدى حفيده السيد الشريف ياسر بن عمار الحراكي "ويظهر في هذه الصورة بلباس التشريفة العثمانية متقلداً الوسام العثماني من الدرجة الثالثة ذي العقد، والوسام المجيدي من الدرجة الثانية ذي الرصيعة" ━ الأستاذ البحاثة عمرو بن عبد الإله بك بن مرعي باشا الملاح.

«هو أعظم رجل وجد في هذا القضاء لما اتصف به من فرط الذكاء والسخاء والوجاهة ونفوذ الكامة لدى الخاص والعام والقريب والبعيد وكان منزله كدار للضيوف يجد فيها الضيف من حسن القرى والكرامة ما لا يجده في منزل غيره وكان الضيف يقيم عنده الأشهر العديدة بل ربما أقام عنده بعض الأغراب المستخدمين في حكومة معرة النعمان مدة خدمتهم فلا يجدون في طول هذه المدة سوى ما يتجدد لهم من البر والإكرام كل يوم. وكان ينزل عنده بعض سواح من كبار رجال الغرب فيتجلى أهم كرم الشرقيين وحسن أذواقهم وذكاء فطرتهم لما يجدونه لديه من الحفاوة والإكرام والنظافة في المأكل والمشرب وجمال الظروف والأواني واثاث المنزل ولطف المعاملة» － كتاب نهر الذهب في تاريخ حلب للشيخ كامل الغزالي رحـمه الله

نورس باشا الهاشمي الحسيني الحراكي أَمِـــيـــرُ الأُمَـــــرَاءِ ولد في معرة النعمان 1258 ونشأ في حجر والده وفي سنة 1293 صار نقيباً للأشراف في معرة النعمان وثم في عام 1318 وجهت عليه رتبة «أَمِـــيـــرُ الأُمَـــــرَاءِ» وقد كان في أيامنا عميد المعرة أحد رجالات الدهر دهاءً وجرأةً وقل من يشابهه في كرمه وحسن قراه للضيوف وهو الذي أسس لهذه الأسرة دعامة مجدها ورفع منار سؤددها وهو ابن السيد الطاهر أفندي بن السيد بطال بن أبي بكر بن شرف الدين بن الشيخ محمد بن الشيخ صالح بن الشيخ محمد ويرتقي نسبه إلى السيد زين العابدين نزيل جبل حماة وهو ابن الشيخ عبد الله الحسيني الهاشمي أول من لقب بالحراكي". － كتاب تاريخ معرة النعمان للسيد محمد سليم الجندي